# Peterhead
Peterhead es una localidad situada en el concejo de Aberdeenshire, en Escocia (Reino Unido), con una población estimada a mediados de 2016 de 19 270 habitantes.
Se encuentra ubicada al este de Escocia, cerca de la costa del mar del Norte y de la ciudad de Aberdeen.